# Nemesio Manuel Sobrevila
Nemesio Manuel Sobrevila (Bilbao, 1889 - San Sebastián, 1969) fue un director de cine español, representante del cine de vanguardia de preguerra.

## Biografía
Estudió arquitectura en Barcelona y París, y sus conocimientos del espacio los utilizó en su obra fílmica: El sexto sentido (1929) y Lo más español o Al Hollywood madrileño (1928). Por su parte, la sátira sobre un milagroso médico donostiarra, Las maravillosas cura del doctor Asuero, fue prohibida antes de su estreno por el gobierno de Primo de Rivera.
En 1935 comenzó a rodar La hija de Juan Simón, producida por Luis Buñuel, pero sus diferencias frustraron el proyecto. Ya en el exilio produjo el documental Guernika, sobre la guerra civil española, que le valió su condena a muerte por el régimen franquista y la subsiguiente expulsión del territorio francés.